# Mechtild Hagemann
Mechtild Hagemann (* 1. April 1961 in Linz am Rhein, verheiratete Mechtild Künstler) ist eine deutsche Badmintonspielerin.

## Karriere
Mechtild Hagemann gewann zahlreiche Medaillen bei deutschen Meisterschaften sowohl im Nachwuchsbereich als auch bei den Erwachsenen. Deutsche Meisterin wurde sie Mitte der 1980er Jahre mehrfach im Damendoppel, Mixed und mit der Mannschaft des TV Mainz-Zahlbach. International siegte sie 1983 bei den French Open und wurde Neunte bei den Weltmeisterschaften des gleichen Jahres.

## Sportliche Erfolge
| Saison    | Veranstaltung                     | Disziplin   | Platz | Name |
| --------- | --------------------------------- | ----------- | ----- | --- |
| 1974/1975 | Deutsche Einzelmeisterschaft U14  | Damendoppel | 1     | Sigrid Bleymehl-Schley / Mechtild Hagemann (TuS Wiebelskirchen / SV Unkel)                                                         |
| 1977/1978 | Deutsche Einzelmeisterschaft U18  | Dameneinzel | 1     | Mechtild Hagemann (SV Unkel) |
| 1978/1979 | Deutsche Einzelmeisterschaft U18  | Damendoppel | 1     | Dorett Hökel / Mechtild Hagemann (TV Pforzheim / SV Unkel)                                                                         |
| 1980/1981 | Deutsche Einzelmeisterschaft U22  | Mixed       | 1     | Thomas Künstler / Mechtild Hagemann (TV Mainz-Zahlbach)                                                                            |
| 1980/1981 | Deutsche Hochschulmeisterschaften | Mixed       | 1     | Thomas Künstler / Mechtild Hagemann (Uni Mainz)                                                                                    |
| 1980/1981 | Deutsche Hochschulmeisterschaften | Damendoppel | 1     | Mechtild Hagemann / Marlies Rixen (Uni Mainz / DSHS Köln)                                                                          |
| 1981/1982 | Deutsche Einzelmeisterschaft      | Damendoppel | 3     | Mechtild Hagemann / Gabi Simon (TV Mainz-Zahlbach)                                                                                 |
| 1981/1982 | Deutsche Hochschulmeisterschaften | Mixed       | 1     | Thomas Künstler / Mechtild Hagemann (Uni Mainz)                                                                                    |
| 1981/1982 | Deutsche Einzelmeisterschaft U22  | Dameneinzel | 2     | Mechtild Hagemann (TV Mainz-Zahlbach)                                                                                              |
| 1981/1982 | Deutsche Einzelmeisterschaft U22  | Damendoppel | 2     | Mechtild Hagemann / Gabriele Simon (TV Mainz-Zahlbach)                                                                             |
| 1981/1982 | Deutsche Hochschulmeisterschaften | Damendoppel | 1     | Mechtild Hagemann / Marlies Rixen (Uni Mainz / DSHS Köln)                                                                          |
| 1981/1982 | Deutsche Einzelmeisterschaft U22  | Mixed       | 1     | Thomas Künstler / Mechtild Hagemann (TV Mainz-Zahlbach)                                                                            |
| 1981/1982 | Deutsche Einzelmeisterschaft      | Mixed       | 2     | Thomas Künstler / Mechtild Hagemann (TV Mainz-Zahlbach)                                                                            |
| 1982/1983 | Deutsche Einzelmeisterschaft U22  | Mixed       | 1     | Thomas Künstler / Mechtild Hagemann (TV Mainz-Zahlbach)                                                                            |
| 1982/1983 | Deutsche Einzelmeisterschaft      | Damendoppel | 2     | Dorett Hökel-Riegel / Mechtild Hagemann (1. DBC Bonn / TV Mainz-Zahlbach)                                                          |
| 1982/1983 | Deutsche Einzelmeisterschaft      | Mixed       | 3     | Stefan Frey / Mechtild Hagemann (TV Mainz-Zahlbach)                                                                                |
| 1982/1983 | Deutsche Hochschulmeisterschaften | Damendoppel | 1     | Marlies Wessels / Mechtild Hagemann (DSHS Köln – STC Blau-Weiß Solingen / Uni Mainz – TV Mainz-Zahlbach)                           |
| 1982/1983 | Deutsche Mannschaftsmeisterschaft | Mannschaft  | 2     | TV Mainz-Zahlbach (Thomas Künstler, Stefan Frey, Jürgen Gebhardt, Mathias Klein, Mechtild Hagemann, Gabi Simon, Heike Gebhardt)    |
| 1983      | Weltmeisterschaft                 | Damendoppel | 9     | Mechtild Hagemann / Kirsten Schmieder                                                                                              |
| 1983      | Weltmeisterschaft                 | Dameneinzel | 33    | Mechtild Hagemann |
| 1983      | French Open                       | Mixed       | 1     | Stefan Frey / Mechtild Hagemann |
| 1983/1984 | Deutsche Einzelmeisterschaft      | Mixed       | 1     | Stefan Frey / Mechtild Hagemann (TV Mainz-Zahlbach)                                                                                |
| 1983/1984 | Deutsche Hochschulmeisterschaften | Damendoppel | 1     | Mechtild Hagemann / Antje Schwarz (Uni Mainz)                                                                                      |
| 1983/1984 | Deutsche Mannschaftsmeisterschaft | Mannschaft  | 2     | TV Mainz-Zahlbach (Thomas Künstler, Stefan Frey, Jürgen Gebhardt, Mathias Klein, Olaf Rosenow, Mechtild Hagemann, Gabi Simon)      |
| 1984/1985 | Deutsche Einzelmeisterschaft      | Mixed       | 2     | Stefan Frey (TV Mainz-Zahlbach) / Mechtild Hagemann (TV Mainz-Zahlbach)                                                            |
| 1984/1985 | Deutsche Hochschulmeisterschaften | Mixed       | 1     | Kay Witt / Mechtild Hagemann (FU Berlin / Uni Mainz)                                                                               |
| 1984/1985 | Deutsche Mannschaftsmeisterschaft | Mannschaft  | 1     | TV Mainz-Zahlbach (Thomas Künstler, Stefan Frey, Jürgen Gebhardt, Mathias Klein, Olaf Rosenow, Mechtild Hagemann, Gabi Simon)      |
| 1984/1985 | Deutsche Hochschulmeisterschaften | Mannschaft  | 2     | Uni Mainz (Jürgen Gebhardt, Thomas Künstler, Priebe, Stücklen, Mechtild Hagemann, Antje Schwarz)                                   |
| 1984/1985 | Deutsche Einzelmeisterschaft      | Damendoppel | 1     | Mechtild Hagemann / Cathrin Hoppe-Hofmann (TV Mainz-Zahlbach / VfL Wolfsburg)                                                      |
| 1984/1985 | Deutsche Hochschulmeisterschaften | Dameneinzel | 2     | Mechtild Hagemann (Uni Mainz) |
| 1984/1985 | Deutsche Hochschulmeisterschaften | Damendoppel | 1     | Mechtild Hagemann / Elke Drews (Uni Mainz)                                                                                         |
| 1985/1986 | Deutsche Hochschulmeisterschaften | Mixed       | 1     | Kay Witt / Mechtild Hagemann (FU Berlin / Uni Mainz)                                                                               |
| 1985/1986 | Deutsche Mannschaftsmeisterschaft | Mannschaft  | 1     | TV Mainz-Zahlbach (Thomas Künstler, Stefan Frey, Jürgen Gebhardt, Mathias Klein, Mechtild Hagemann, Cathrin Hoppe, Heike Gebhardt) |
| 1985/1986 | Deutsche Einzelmeisterschaft      | Damendoppel | 2     | Mechtild Hagemann (TV Mainz-Zahlbach) / Cathrin Hoppe (TV Mainz-Zahlbach)                                                          |
| 1985/1986 | Deutsche Einzelmeisterschaft      | Mixed       | 1     | Stefan Frey / Mechtild Hagemann (TV Mainz-Zahlbach)                                                                                |
| 1986/1987 | Deutsche Einzelmeisterschaft      | Mixed       | 3     | Stefan Frey / Mechtild Hagemann (TV Mainz-Zahlbach)                                                                                |
| 1986/1987 | Deutsche Hochschulmeisterschaften | Damendoppel | 1     | Mechtild Hagemann / Antje Schwebler (Uni Mainz)                                                                                    |
| 1986/1987 | Deutsche Einzelmeisterschaft      | Damendoppel | 2     | Mechtild Hagemann / Cathrin Hoppe (TV Mainz-Zahlbach)                                                                              |
| 1987/1988 | Deutsche Einzelmeisterschaft      | Dameneinzel | 3     | Mechtild Hagemann (TV Mainz-Zahlbach)                                                                                              |
| 1987/1988 | Deutsche Einzelmeisterschaft      | Damendoppel | 2     | Mechtild Hagemann / Cathrin Hoppe (TV Mainz-Zahlbach)                                                                              |
| 1987/1988 | Deutsche Einzelmeisterschaft      | Mixed       | 3     | Stefan Frey / Mechtild Hagemann (TV Mainz-Zahlbach)                                                                                |
| 1988/1989 | Deutsche Einzelmeisterschaft      | Damendoppel | 3     | Cathrin Hoppe / Mechtild Künstler (TV Mainz-Zahlbach)                                                                              |
| 1988/1989 | Deutsche Einzelmeisterschaft      | Mixed       | 3     | Stefan Frey / Mechtild Künstler (TV Mainz-Zahlbach)                                                                                |
| 1993/1994 | Deutsche Einzelmeisterschaft O32  | Mixed       | 1     | Stefan Frey / Mechtild Künstler (TV Mainz-Zahlbach / SV Unkel)                                                                     |
| 1993/1994 | Deutsche Einzelmeisterschaft O32  | Damendoppel | 1     | Mechtild Künstler / Sigrid Bleymehl-Schley (SV Unkel / TuS Wiebelskirchen)                                                         |
| 1994/1995 | Deutsche Einzelmeisterschaft O32  | Mixed       | 1     | Stefan Frey / Mechtild Künstler (Turnverein 1884 Neckarau / SV Unkel)                                                              |
| 1995/1996 | Deutsche Einzelmeisterschaft O32  | Mixed       | 1     | Stefan Frey / Mechtild Künstler (BC Eintracht Südring / SV Unkel)                                                                  |